# Anaulacomera angustifolia
Anaulacomera angustifolia är en insektsart som först beskrevs av Henri Saussure 1859.  Anaulacomera angustifolia ingår i släktet Anaulacomera och familjen vårtbitare. Inga underarter finns listade i Catalogue of Life.